# Cyclotorna
Els ciclotòrnids (Cyclotornidae) són una família de lepidòpters del subordre dels glossats (Glossata) que conté un sol gènere, Cyclotorna, amb cinc espècies reconegudes pròpies d'Austràlia.

## Història natural
Aquesta família i la molt propera Epipyropidae són úniques entre els lepidòpters ja què les larves són ectoparàsites, els hostes solen ser membràcids o àfids formadors d'agalles. Les larves de Cyclotorna, no obstant això, abandonen a l'hoste i es converteixen en depredadores de la larves de formigues en els seus nius, pel que sembla utilitzant senyals químics per induir a les formigues per transportar les seves larves al niu.

## Taxonomia
El gènere Cyclotorna inclou 5 espècies pròpies d'Austràlia:
- Cyclotorna diplocentra Turner, 1913
- Cyclotorna egena Meyrick, 1912
- Cyclotorna ementita Meyrick, 1921
- Cyclotorna experta Meyrick, 1912
- Cyclotorna monocentra Meyrick, 1907